# Omphax apicata
Omphax apicata är en fjärilsart som beskrevs av W. Warren 1901. Omphax apicata ingår i släktet Omphax och familjen mätare. Inga underarter finns listade i Catalogue of Life.